# 格安
| ウィキペディアには「格安」という見出しの百科事典記事はありません（タイトルに「格安」を含むページの一覧/「格安」で始まるページの一覧）。 代わりにウィクショナリーのページ「格安」が役に立つかもしれません。 |